# Arquígenes
Arquígenes ('Αρχιγένης), um eminente médico grego antigo, que viveu nos séculos I/II.
Foi o mais celebrado da escola filosófica dos ecléticos, e foi nativo da Apameia na Síria; praticou medicina em Roma no tempo de Trajano (r. 98–117), onde ele gozou de uma reputação muito alta por sua habilidade profissional. Ele é, no entanto, rejeitado como tendo sido apaixonado por introduzir novos e obscuros termos para a ciência, e como tendo tentado dar a escritos médicos uma forma dialética, que produziu bastante a aparência do que a realidade de precisão.
Arquígenes publicou um tratado sobre o pulso, no qual Galeno escreveu um Comentário; ele parece ter contido um número de resumo e distinções sutis, muitos dos quais não têm nenhuma existência real, e foram na maior parte o resultado mais de uma hipótese pré-concebida do que de uma observação real; e o comentário pode ser aplicado a um arranjo no qual propõe sobre febres.
Ele, entretanto, não apenas gozou de um grau considerável da confiança pública durante a duração de sua vida, mas deixou para trás um número de discípulos, que por muitos anos manteve uma graduação respeitável em sua profissão. O nome do pai de Arquígenes foi Filipo; ele foi um aluno de Agatino, cuja vida uma vez ele salvou; ele morreu na idade de sessenta e três ou oitenta e três anos.
Os títulos de vários de seus trabalhos foram preservados, dos quais, entretanto, nada, a não ser alguns fragmentos que permanecem; alguns destes foram preservados por outros autores antigos, e alguns ainda estão em manuscrito na Biblioteca do Rei em Paris. Por alguns escritores ele é considerado ter pertencido à seita da pneumáticos.
Ele é mencionado várias vezes por Juvenal, em suas Sátiras.

## Leitura aprofundada
- Stannard, Jerry (1970). «Archigenes». Dictionary of Scientific Biography. 1. New York: Charles Scribner's Sons. pp. 212–213. ISBN 0-684-10114-9